# Wałsza
Die Wałsza, deutsch Walsch, ist ein rechtsseitiger Nebenfluss der Pasłęka in der Woiwodschaft Ermland-Masuren in Polen. 
Die Quelle des 65,4 km langen Flusses liegt bei Dzikowo Iławeckie (Wildenhoff). Die Wałsza fließt von dort zunächst in südlicher und dann in südwestlicher Richtung zuerst durch den Powiat Bartoszycki und dann durch den Powiat Braniewski, durch die Orte Kandyty (Canditten), Grotowo (Hoppendorf), Zięby (Finken), Pluty (Plauten), Łoźnik (Lotterfeld), Pieniężno  (Mehlsack, 1945 bis 1947 Melzak) und Bornity (Bornitt). Sie mündet bei Bardyny in die Pasłęka. Diese fließt dann in nordwestlicher Richtung weiter und mündet nordwestlich von Braniewo (Braunsberg) in das Frische Haff.
Zwischen Zięby und Łoźnik unterquert die Wałsza zweimal die Droga wojewódzka 512, nördlich von Pieniężno unterquert sie die Droga wojewódzka 507.